# Basedows sygdom
 Der er for få eller ingen kildehenvisninger i denne artikel, hvilket er et problem. Du kan hjælpe ved at angive troværdige kilder til de påstande, som fremføres i artiklen.

Basedows sygdom (også kaldt thyreotoksikose eller Graves' sygdom) er en [[autoimmun]] sygdom forårsaget af forhøjet stofskifte. Ved sygdommen er skjoldbruskkirtlen forstørret og i 25-30% af tilfældene er øjnene udstående fordi øverste øjenlåg trækker sig op.
Sydommen ses hyppigst hos yngre mennesker, og den vil for ca. en tredjedel resultere i deciderede øjenproblemer.
Den nøjagtige årsag til sygdommen er ikke kendt, men symptomerne er resultatet af at antistof forbinder sig til receptorer i skjoldbruskkirtlen og derved forårsager overproduktion af skjoldbruskkirtelhormon.
Sygdommen er opkaldt efter den tyske læge Karl Adolph von Basedow, der som den første beskrev sygdommens symptomer.
| Sygdom | Spire Denne artikel om sygdom er en spire som bør udbygges. Du er velkommen til at hjælpe Wikipedia ved at udvide den. |